# توم ستيلز
توم فولاذ (بالفرنسية: Tom Steels)‏ ولد بتاريخ 2 سبتمبر 1971م، هو دراج بلجيكي سابق في صنف سباق الدراجات على الطريق. سبق أن شارك في دورة الألعاب الأولمبية الصيفية.

## سجل النتائج

### سباقات أو مراحل فاز بها
- طواف فرنسا
- طواف سويسرا

## روابط خارجية
- توم ستيلز على موقع الاتحاد الدولي للدراجات (الإنجليزية)
- توم ستيلز على موقع أرشيف الدراجات (الإنجليزية)
- توم ستيلز على موقع إحصائيات الدراجات الإحترافية (الإنجليزية)
- توم ستيلز على موقع نسبة الدراجات (الإنجليزية)
- توم ستيلز على موقع أوليمبيديا (الإنجليزية)